# Юлий Генрих (герцог Саксен-Лауэнбурга)
Юлий Генрих Саксен-Лауэнбургский (нем. Julius Heinrich von Sachsen-Lauenburg; 9 апреля 1586, Вольфенбюттель — 20 ноября 1665, Прага) — герцог Саксен-Лауэнбурга в 1656—1665 годах. Фельдмаршал имперской армии.

## Биография
Юлий Генрих — сын герцога Франца II Саксен-Лауэнбургского и его второй супруги Марии Брауншвейг-Вольфенбюттельской, дочери герцога Юлия Брауншвейг-Вольфенбюттельского. Получил образование в Тюбингенском университете и некоторое время состоял на службе у короля Швеции Густава II Адольфа. В ожидании получить Оснабрюкское архиепископство ещё в молодости перешёл в католицизм.
Впоследствии Юлий Генрих состоял на службе у императора и в 1617 году командовал полком, сражавшимся против Венецианской республики, затем полком в Венгрии. Юлий Генрих принимал участие в битве при Белой Горе. В должности камергера императора Фердинанда II служил посланником при датском дворе Кристиана IV. В 1619 году вместе с графом фон Альтгеймом и герцогом Карлом I Гонзагой основал рыцарский орден Зачатия Марии, получивший официальное признание папы в 1624 году.
В 1623 году император назначил Юлия Генриха правителем Шлаккенверта, где под его резиденцию был возведён роскошный дворец с парком. В 1629 году Юлий Генрих получил назначение главнокомандующим имперских войск в Польше и в 1632 году принимал участие в мирных переговорах с саксонским курфюрстом Иоганном Георгом I. Юлий Генрих считался доверенным лицом и близким другом Валленштейна, в связи с чем его подозревали в участии в заговоре против императора. После убийства Валленштейна Юлий Генрих был арестован и находился в заключении в Вене. Как имперский князь, он избежал расследования императорской комиссии и освободился после Пражского мира 1635 года.
После смерти императора Фердинанда II Юлий Генрих вновь появился при венском дворе и выполнил несколько дипломатических миссий для Фердинанда III. На переговорах по заключению Вестфальского мира Юлий Генрих сумел закрепить за Лауэнбургским домом Ратценбургский монастырь. В 1656 году Юлий Генрих наследовал Саксен-Лауэнбург своему сводному брату Августу Саксен-Лауэнбургскому. Придя к власти, он подтвердил привилегии рыцарства и помещиков. В 1658 году он запретил залог и отчуждение ленных владений. Юлий Генрих конфликтовал с Гамбургом и Любеком по вопросам границ. На службе у Юлия Генриха смотрителем придворной аптеки состоял алхимик и стеклодел Иоганнес Кункель. В 1663 году Юлий Генрих приобрел владение Плошковиц в Богемии. Состоял в Плодоносном обществе. Умер в старости в Праге и был похоронен в Шлаккенверте.

## Потомки
Юлий Генрих был женат трижды. Первый брак он заключил 7 марта 1617 года в Грабове с Анной Ост-Фрисландской (1562—1621), дочерью Эдцарда Ост-Фрисландского. В этом браке детей не было.
Второй супругой Юлия Генриха 27 февраля 1628 года в Тейзинге стала Елизавета София Бранденбургская, дочь курфюрста Иоганна Георга. У них родился сын Франц Эрдман, герцог Саксен-Лауэнбурга, женат на Сибилле Гедвиге Саксен-Лауэнбургской (1625—1703).
В третий раз Юлий Генрих женился 18 августа 1632 года в Вене на вдове Анне Магдалене Коловрат-Новоградской (ум. 1668), дочери Вильгельма Попеля фон Лобковица, и получил щедрое приданое — богемские поместья, в том числе Рейхштадт. У них родились:
- Юлий Генрих (1633—1634)
- Франциска (1634)
- Мария Бенинья Франциска (1635—1701), замужем за князем Оттавио Пикколомини, герцогом Амальфи (1599—1656)
- Франц Вильгельм (1639)
- Франциска Елизавета (1640)
- Юлий Франц (1641—1689), герцог Саксен-Лауэнбурга, женат на пфальцграфине Гедвиге Зульцбахской (1650—1681)